# Gojirasaurus
 Gojirasaurus  („Godzilla-Echse“; jap. ゴジラ (Gojira) – Godzilla, gr.: sauros – Echse) ist eine Gattung von frühen theropoden Dinosauriern aus der Zeit der Obertrias von Nordamerika. Einzig die Typusart G. quayi wurde von Kenneth Carpenter 1997 gemeinsam mit der Gattung wissenschaftlich beschrieben.
Gojirasaurus wurde 1997 anhand eines unvollständigen fossilen Skelettes eines Jungtieres beschrieben. Zu den Fundstücken gehörten Zähne, einige Wirbelknochen und ein Schulterblatt ebenso wie Rippenknochen (auch Bauchrippen (Gastralia)), das Schambein (der vorderste der drei Beckenknochen), Chevronknochen und Mittelfußknochen. Der Gattungsname bezieht sich auf Gojira, den japanischen Namen für das Filmmonster Godzilla. Das Epitheton der Art steht für den Fundort im Quay County, US-Bundesstaat New Mexico. Das noch nicht ausgewachsene (semiadulte) Tier hatte eine geschätzte Länge von 5,5 Metern. Mit diesen Ausmaßen gehörte Gojirasaurus zu den größten bekannten Coelophysiden und zu den größten Raubdinosauriern der Triaszeit.
Viele Autoren sehen die Gattung jedoch anders als Carpenter nicht als Coelophysiden, sondern als Vertreter der weiter gefassten Coelophysoidea.